# سعد الصالح (لاعب كرة قدم)
سعد الصالح (بالإنجليزية: Saad Al-Saleh )‏؛ مواليد 19 مايو 1992 في الرياض ، السعودية، هو لاعب كرة قدم سعودي يلعب حالياً في نادي الزلفي.

## مسيرة اللاعب
كانت بداياته مع نادي الهلال في الفئات السنية و نادي الرائد ونادي القادسية ونادي المزاحمية ونادي العين ونادي الطائي وعاد بعدها إلى نادي القادسية وعاد بعدها إلى نادي العين ولعب بعدها مع نادي الأخدود ونادي الزلفي.